# Circondario di Helmstedt
Il circondario di Helmstedt (targa HE) è un circondario (Landkreis) della Bassa Sassonia, in Germania.
Comprende 3 città, 23 comuni e 5 territori extracomunali.

Capoluogo e centro maggiore è Helmstedt.

## Storia
La storia di questo territorio è fortemente legata ai giacimenti di calcare presenti sulla catena dell'Elm, di cui sorsero numerose miniere sin dal Medioevo. Da queste miniere si è ricavato il calcare per il monumento funebre di Enrico il leone nel duomo di Braunschweig e per la costruzione del duomo di Königslutter, che nel periodo medioevale fu una delle cittadine più prospere di tutto il Sacro romano impero.
Nel 1576 la regione divenne sede della Università di Helmstedt, la più importante università di professione protestante della Germania.

## Geografia antropica
Il circondario di Helmstedt si compone di 3 città, 1 comuni, 4 comunità amministrative (che raggruppano complessivamente 19 comuni) e 5 territori extracomunali.
Tra parentesi i dati della popolazione al 31 dicembre 2021.

### Città
- Helmstedt (comune indipendente) (25 325)
- Königslutter am Elm (15 786)
- Schöningen (11 121)

### Comuni
- Lehre (12 000)

### Comunità amministrative (Samtgemeinde)
- Samtgemeinde Grasleben, con i comuni:

1. Grasleben (2 426)
2. Mariental (931)
3. Querenhorst (478)
4. Rennau (715)

- Samtgemeinde Heeseberg, con i comuni:

1. Beierstedt (367)
2. Gevensleben (614)
3. Jerxheim * (1 084)
4. Söllingen (1 620)

- Samtgemeinde Nord-Elm, con i comuni:

1. Frellstedt (782)
2. Räbke (740)
3. Süpplingen * (1 815)
4. Süpplingenburg (633)
5. Warberg (810)
6. Wolsdorf (919)

- Samtgemeinde Velpke, con i comuni:

1. Bahrdorf (1 844)
2. Danndorf (2 527)
3. Grafhorst (1 153)
4. Groß Twülpstedt (2 756)
5. Velpke * (4 933)

### Territori extracomunali (Gemeindefreies Gebiet)
1. Brunsleberfeld (4,09 km²)
2. Helmstedt (18,56 km²)
3. Königslutter (8,90 km²)
4. Mariental (15,81 km²)
5. Schöningen (11,92 km²)